# Кондратенко Микола Андрійович
Микола Андрійович Кондратенко (рос. Николай Андреевич Кондратенко; 28 березня 1989, Алзамай, РРФСР — 31 березня 2023, Україна) — російський військовик, прапорщик ЗС РФ. Кандидат в майстри спорту з велосипедних перегонів. Герой Російської Федерації.

## Біографія
Закінчив школу №10 в Усольї-Сибірському та Іркутський авіаційний технікум за спеціальністю «виробництво літаків», після чого працював на Іркутському авіаційному заводі. Пройшов строкову службу у військах ППО, після чого підписав контракт і був зарахований в 24-ту окрему бригаду спеціального призначення. Учасник збройного конфлікту на Північному Кавказі та інтервенції в Сирію. З 24 лютого 2022 року брав участь у вторгненні в Україну, заступник командира групи спеціального призначення своєї бригади. Неодноразово був поранений. Загинув від вибуху міни, скинутої в російський бліндаж з українського квадрокоптера. 13 квітня 2023 року був похований в Новосибірську.

## Нагороди
Отримав численні нагороди, серед яких:
- Медаль Суворова
- Орден Мужності (квітень 2023, посмертно)
- Звання «Герой Російської Федерації» (8 липня 2023, посмертно) — «за мужність і героїзм, проявлені під час виконання військового обов'язку.» 20 липня медаль «Золота зірка» була вручена рідним Кондратенка губернатором Новосибірської області Андрієм Травниковим.